# Tawasaurus
Tawasaurus là một chi khủng long, được Yang Z. J. mô tả khoa học năm 1982.